# زباء بنت عمرو
زباء بنت عمرو، ملکه مشهور تدمر است که در سده سوم میلادی می‌زیسته‌است. داستان انتقال او از قاتل پدرش نقل اکثر تاریخ‌های مطرح قرار گرفته‌است. برخی شخصیت او را آمیخته با افسانه قلمداد کرده‌اند.

## نام
نام وی در منابع اسلامی زباء، زبای و حتی زینب نیز گزارش شده‌است. زنوبیا دیگر نام اوست. از دیگر نام‌های او در منابع، نائله است که طبری در تاریخش او را به این نام گزارش کرده‌است. فیروزآبادی در قاموس المحیط نام او را میسون و ابن نباته در شرح العیون فی شرح رساله ابن زیدون نامش را فارعه گزارش می‌کند. زبیدی در تاج العروس او را بارعه و نابله و جاخظ در المحاسن و الاضداد او را هند نام برده‌است.

## نسب
زباء، دختر عمرو بن ظرب بن حسان بن آدینه بن سمیدع بن هوثر است. جد او را هوثر یا هوبر عملیقی یا عملقی و حتی عمیلقی معرفی کرده‌اند.

## سرگذشت
مورخان بیشتر در خصوص دوران حکومت او انتقام گرفتن از قاتل پدرش سخن به میان آورده‌اند. در این خصوص آورده‌اند که جذیمه الابرش بن مالک بن فهم تنوخی، نخستین پادشاه عرب عراق، در جنگی با عمرو بن ظرب که حاکم شام و جزیره بود، پیروز شد و عمرو را به قتل رسانید. زباء دختر عمرو، پس از رسیدن به قدرت نبردی با جذیمه را تدارک دید ولی با سفارش‌های خواهرش از این کار منصرف شد. او قانع شد تا به جای جنگ با قاتل پدر، از حیله و نیرنگ درگرفتن انتقام استفاده کند. در همین راستا، وی نامه‌ای به جذیمه نوشت و به او پیشنهاد ازدواج داد. او از ملحق کردن دو قلمرو ذیل سلطه جذیمه برای جلب جذیمه استفاده کرد. جذیمه نیز این پیشنهاد را پذیرفت و عازم تدمر شد اما سربازان زباء او را محاصره و دستگیر کردند و در نهایت جذیمه به دستور زباء کشته شد. پس از قتل جذیمه، جانشین اقدام به خون‌خواهی کرد اما به توجه به عدم تسلط بر زباء و استحکامات تدمر، از این کار بازماند. در نهایتی حیله‌ای برای قتل زباء گرفته شد. بر اساس این نقشه، شخصی به نام قصیر را گوش و دماغ بریدند و به تدمر فرستادند. قصیر خود را مورد ظلم واقع شده حاکم شام معرفی کرد که به بهانه دست داشتن در قتل جذیمه، به این وضع افتاده‌است. او از زباء درخواست پناهندگی کرد و زباء نیز موافقت کرد. کمی بعد، قصیر به بهانه کاروان تجاری، هزار شتر را از تدمر برای تجارت خارج کرد و در بازگشت، به جای کالا در هر شتر، دو جنگجو وارد شهر تدمر کرد. جنگجویان در فرصتی مناسب، از شترها پیاده و به شهر حمله کردند و در نهایت زباء که قصد فرار داشت، در چنگ عمرو یکی از سرداران سپاه دشمن قرار گرفت. زباء سریعاً زهری که به همراه داشت را سر کشید و با جمله معروف «به دست خودم کشته شدم نه تو ای عمرو» به زندگی خود پایان داد. این جمله او، امروزه از ضرب‌المثل‌های عربی است.

## در منابع
او را زنی با تدبیر و آشنا به چند زبان دانسته‌اند که به تاریخ مصر علاقه بسیار داشت. آورده‌اند او به قصرش به سبک شاهان ساسانی زیست می‌کرد و جمعی از فیلسوفان را در گرد خود جمع کرده بود. در برخی منابع از مناسبت‌های او با پادشاهی روم یاد شده‌است. برخی شخصیت او را آمیخته واقعیت و افسانه می‌دانند.